# Nobadia

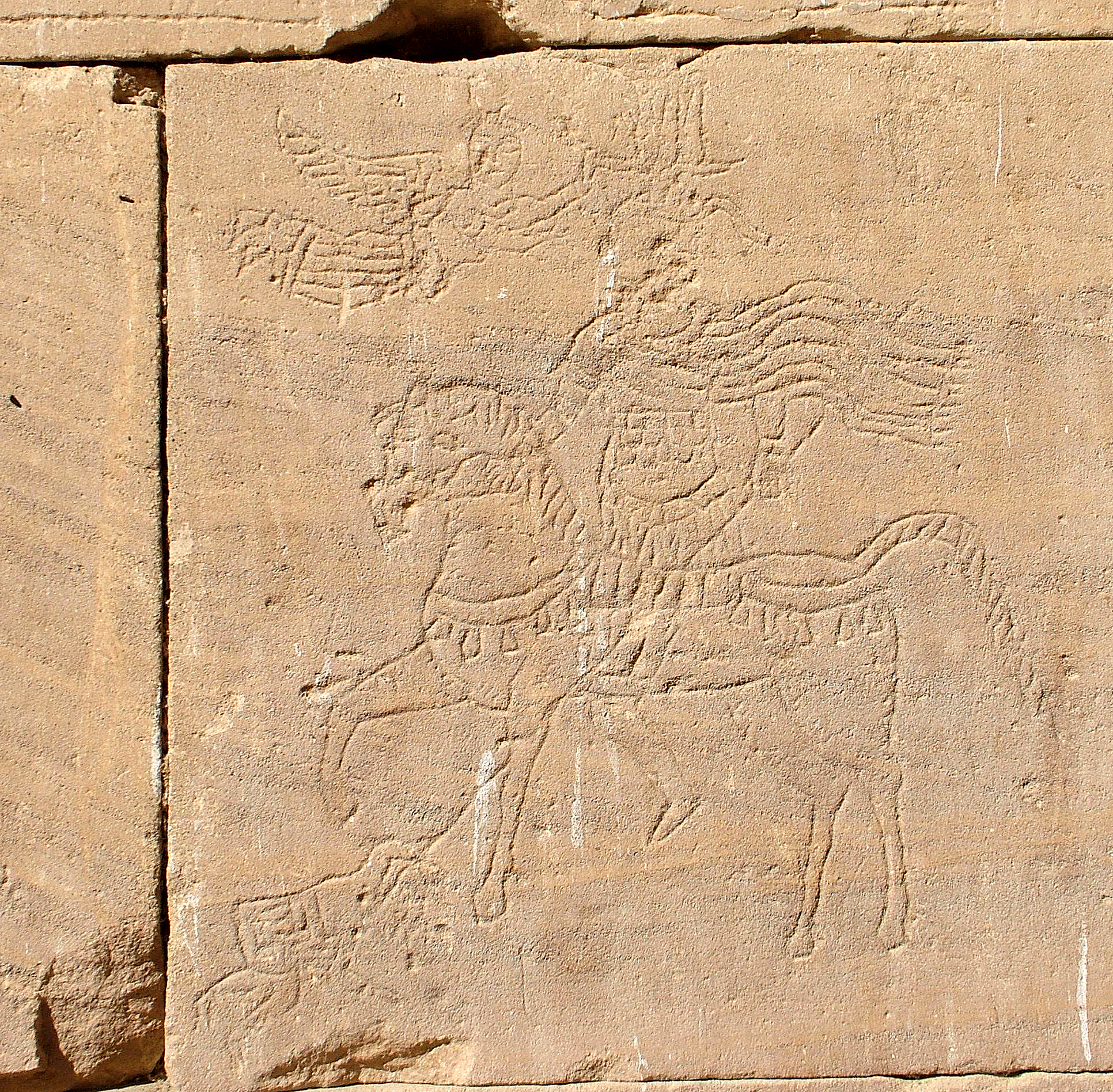
A győztes Silko király ábrázolása a kalabsai templom falán

Nobadia vagy Nobatia (esetleg Nobácia, görögül: Νοβαδἰα, 420–700 körül, legkésőbb 1323) afrikai királyság volt Alsó-Núbiában a késő ókor és a kora középkor idején, később a nagyobb núbiai királyság Makuria északi régiója. Az arab történetírók al-Marisz néven említik.

## Története

### A királyság kialakulása
Nobadia a Meroé Királyság összeomlása (körülbelül 350) után létrejött egyik utódállam, amelynek uralkodói a 6. században keresztény hitre tértek. A korai pogány Nobadia régészeti kultúráját Ballana kultúra (más néven: X csoport) néven is nevezik. A királyság vezetőrétege valószínűleg a nobák közül került ki. Nobatia uralkodói rendszeresen harcban álltak a keleti-sivatag blemmius törzseivel, akiket úgy tűnik Silko királynak 450 körül sikerült kiszorítani a Nílus-völgyből. Ezt a kalabsai templom 530-ban keletkezett felirata mondja el, amely Silkót Basziliszkosz címmel ruházza fel.
A nobaták és blemmiusok ellenségeskedése még Diocletianus idejére nyúlik vissza, amikor a római császár a nobákat használta fel a blemmiusok ellen. A két törzscsoport több évszázadig küzdött ezután egymással, és bár a blemmiusok egyre kisebb jelentőséggel bírtak a térségben, véglegesen csak a 7. században az arab hódítás korában szűnt meg a belső ellentét, hogy a közös ellenség ellen fordulhassanak.
Nobadia északi szomszédja a Római Birodalom, majd Bizánc volt, délen Makuria határolta, amelynek Dongola volt a fővárosa, még délebbre az Alvah (vagy Alodia) királyság terült el Soba központtal.
A pogány uralkodókat hatalmas sírdombokban, számos szolgájukkal és állataikkal és gazdag kincsekkel együtt temették el Ballanában és Kusztulban. Míg a pogány Nobatia egyik legfontosabb központja Kaszr Ibrim, a keresztény királyság fővárosa Pakhórasz (korábban Ibsek, ma Farasz) lett.

### Keresztény királyság
A keresztény térítés 540-ben kezdődött, de 543-ban már a második misszió is megérkezett. Az elsőt I. Iusztinianosz bizánci császár indította, a másodikat a monofizita irányzatú Theodóra. Mindkét misszió elérte úticélját, de részletes adatok csak a Theodóra-féléről vannak, mivel saját krónikása, Epheszoszi János írásai fennmaradtak, amelyben leírta Julianus atya működését. Julianust 569-ben Longinus követte, aki azonban főképp Makuriában tevékenykedett, mivel – ismeretlen okokból – Nobadiát el kellett kerülnie. Eddig az ókori kultuszok elevenen éltek Dél-Egyiptomban, a philai Izisz-templomot Justinianus bezáratta, így a korábban jellemző, tömeges vallási vándorlás befejeződött. Három bizánci orientálódású keresztény királyság jött létre a mai észak-szudáni Nílus-szakaszon, amelyekben párhuzamosan működött az ortodox és a monofizita egyház.
640-ben a bizánci kapcsolatok megszűntek, mivel az arabok elhódították Egyiptomot. Nobadia már 641-ben háborúban állt a hódítókkal. A kiváló, és a kora ókor óta méltán híres núbiai íjászokkal kiálló nobaták ezúttal méltányosnak nevezhető békét kötöttek az arabokkal: évi négyszáz rabszolga átadásának fejében szabad kereskedelmet folytathattak Egyiptommal. Az arab források szerint 652-ben ismét hadiállapot volt, amelynek oka nem ismert, de al-Makrizí krónikája szerint az arab csapatok Makuria fővárosáig, Dongoláig hatoltak. Talán Nobadia e háborúban nem is vett részt, csak átengedte az arabokat a területén. Az is lehet, hogy Nobadia és Makuria már akkor egy államot alkotott.
710 után Nobadia már biztosan egyesült a déli szomszéddal. Ennek sem pontos ideje, sem körülményei nem ismertek. Nem tudjuk, melyik állam támadta meg és igázta le a másikat, mindkét lehetőségre van érv. Makuria hódításának feltevését az erősítheti, hogy Taifában feliratot hagyott egy Merkuriosz nevű király, és Dongola „új Konstantin”-ként emlegetett uralkodója szintén Merkuriosz volt. Ugyanakkor az egyesüléssel a nobadai monofizitizmus kezdett terjedni, míg Makuriában korábban az ortodoxia volt a meghatározó, ez pedig Nobadia terjeszkedésére utal.
Nobadia felett az úgynevezett eparkhosz uralkodott, akit Pakhórasz domesztikoszának is címeztek, arabul pedig a „Hegyek Ura” (száhib el-gebel) neveztek. Az eparkhoszokat eredetileg kinevezték, később azonban dinasztiát alkottak. Feljegyzéseik egy része előkerült Kaszr Ibrimből, és ez nagyhatalmú hivatalnokként mutatta be őket. Néhány arab forrás „Makuria és Nobatia királyság” néven említi az államot, ami azt sejteti, hogy legalábbis bizonyos időszakokban államformája kettős monarchia lehetett. Az egyesített állam elég erős volt ahhoz, hogy 745-ben Küriakosz király vezetésével egészen Alexandriáig nyomuljanak a bebörtönzött pátriárka védelmében. Abd al-Malik ibn Músza, a kalifa helytartója kénytelen volt szabadon engedni a főpapot.
A kettős ország a 8. században és a 9. században keresztény nagyhatalomnak számított, követei jelen voltak a bagdadi kalifa udvarában és a kalifátus nem háborgatta.

### Arab hódítás
Nobadia Núbia Egyiptomhoz legközelebbi része volt, így nem kerülhette el az arabosítás és iszlamizálás hatásait. A 10. században az Egyiptomból kiinduló iszlám hitű migráció egyre erősebb lett. Nobadia küzdött ez ellen, rendszeresen megtámadta az arabok által lakott oázisokat, háborúban állt a Nílus és a Vörös-tenger között Abu Abd ar-Rahmán el-Umári által létrehozott félfüggetlen arab országgal. Elfoglalták Asszuánt, később egész Felső-Egyiptomot. A nagyhatalmi státusz addig tartott, amíg asz-Szaláh ad-Dín szultánnal nem akadtak össze egy újabb felső-egyiptomi hadjárat során. A hadjárat következtében az egyiptomi haderő Kaszr Ibrimet is elfoglalta, bár innen később sikerült kiszorítani az arabokat. Az bizonyos, hogy a pakhóraszi püspökségben Tamer püspök 1181-es sírja az utolsó egyházfői temetkezés, ami jelentheti a püspökség megszűnését, új helyre költözését, vagy akár közvetlen arab fennhatóságot is.
A következő egy évszázad viszonylagos békében telt el, Egyiptom hol a keresztes háborúkkal, hol a közel-keleti kis emirátusokkal volt elfoglalva, Nobadia pedig katonailag nem tért magához. A 14. század elején véres belháborúk törtek ki Szemamum király és unokaöccse között. Ez utóbbi iszlám hitű volt, és arab katonai segítséggel – több sikertelen kísérlet után – megdöntötte Szemamum hatalmát, ezzel 1323-ban véglegesen megszűnt a núbiai keresztény királyság.
Nobadia lakói lassan áttértek és beházasodtak arab klánokba, mint amilyen a Banu Kanz is volt. Egy részük a későbbi keresztény királyság Dotavo alattvalója lett, amíg 1504-ben ezt az államot is megdöntötte a később szintén iszlám hitre tért Szennar királyság.

## Kultúra

### Írás
Nobadiában a kezdetektől a meroitikus írást használták az ónúbiai nyelv lejegyzésére. A kereszténység terjedésével a görög ábécé kopt változata is terjedni kezdett. A későbbiekben ennek egy sajátos, helyi változata alakult ki, amelyben nem minden kopt betű szerepel, de helyet kapott benne a meroitikus írás három írásjele. A 10. században valószínűleg a helyi núbiai nyelv lett a görög helyett a liturgikus nyelv is.

## Nobadia uralkodói

### Nobadia önállóan
| Név         | Uralkodás     | Megjegyzés                  |
| ----------- | ------------- | --------------------------- |
| Kharamadoje | 410/20 körül  |                             |
| Silko       | 450 körül     |                             |
| Aburni      | 450 körül     |                             |
| Eiparnome   | 559–574 körül | az első keresztény uralkodó |
| Tokiltoeton | 577 körül     |                             |
| Wrpywl      | 580 körül     |                             |
| Zakhariasz  | 645–655 körül |                             |

### Nobadia és Makuria együtt
| Név                                 | Uralkodás                            | Megjegyzés                                           |
| ----------------------------------- | ------------------------------------ | ---------------------------------------------------- |
| Merkuriosz                          | 696–710                              |                                                      |
| Szimonész                           |                                      |                                                      |
| Abraham                             |                                      |                                                      |
| Markosz                             |                                      | hat hónap uralkodás után a templomban gyilkolták meg |
| Küriakosz                           | 747–768 körül                        | alexandriai hadjárat                                 |
| Khaél vagy Mikhaelosz               | 785/794–804/813                      |                                                      |
| Johannész                           | 822/850(?)                           |                                                      |
| I. Zakhariasz                       | 835-856/859/866(?)                   | fia Bagdadban túsz, mert nem fizette be az adót      |
| I. Georgiosz                        | 856/859/866(?)                       | Zakhariasz fia                                       |
| II. Zakhariasz                      | 920–930 körül                        | Georgiosz fia                                        |
| Kabil                               | 943 körül                            |                                                      |
| II. Georgios                        | 969–1002(?)                          | a pakhóraszi katedrális építése                      |
| Raphaél                             | 1000–1006 körül                      | Ó-Dongola átépítése                                  |
| Sztephanosz                         | 1027 körül                           |                                                      |
| Szolomon                            | 1077–1079/1080                       |                                                      |
| III. Georgiosz                      | 1079/1080                            |                                                      |
| I. Basziliosz                       | 1089 körül                           | püspökké nevezte ki egyik fiát                       |
| IV. Georgiosz                       | 1130–1158                            | sírkövét Egyiptomban találták meg                    |
| V. Georgiosz (Moszesz Georgiosz)    | 1158 körül                           | Palagi tartomány korábbi eparkhosza                  |
| Murtaskar                           | 1268                                 |                                                      |
| David                               | 1268-1272                            |                                                      |
| Sekanda                             | 1276                                 |                                                      |
| Barak                               | 1279                                 |                                                      |
| Szemamun                            | 1286–1287/1288, 1288–1289, 1290–1295 |                                                      |
| I. Neffe                            | 1287/1288                            |                                                      |
| II. Neffe                           | 1289–1290                            |                                                      |
| Ajaj                                | 1304/1305                            |                                                      |
| Kernabesz                           | 1311-1316, 1323–1324                 |                                                      |
| Barsanbu                            | 1316–1317                            |                                                      |
| Kanz ad-Doula                       | 1317, 1324                           |                                                      |
| al-Amir Abi Abd Alláh Kanz ad-Doula | 1333                                 |                                                      |

## Külső hivatkozások
- History of Jihad Against the Coptic Nubians
- History of Islamic Jihad-Jihad against Nubia
- Relations between Islamic Egypt and Christian Nubia: the Case of the Baqt, a paper by Richard Lobban
- Arkamani: Sudan Electronic Journal of Archaeology and Anthropology
- The Medieval Kingdoms of Nubia: Pagans, Christians and Muslims along the Middle Nile, by Derek Welsby